# Streptococcus salivarius ssp. thermophilus
Streptococcus salivarius ssp. thermophilus, dawniej Streptococcus thermophilus – Gram-dodatnia, termofilna bakteria o optymalnej temperaturze wzrostu wynoszącej 45 °C. Zalicza się ją do paciorkowców zieleniejących, do grupy salivarius (wraz z Streptococcus salivarius i Streptococcus vestibularis). Jako jedyny paciorkowiec grupy viridans nie wchodzi w skład flory fizjologicznej człowieka.
Dokładna analiza genomu wykazała, że Streptococcus thermophilus oddzielił się od innych gatunków nie tak dawno temu; jest to przykład ewolucji regresywnej, w której specjalizacja wynika z utraty funkcji.

## Zastosowania
Używa się jej w przemyśle spożywczym do produkcji jogurtów, serów i innych przetworów mlecznych; uważa się, że jest drugim po Lactobacillus lactis najważniejszym drobnoustrojem w procesach przetwarzania mleka. Głównym procesem fermentacji jest wytwarzanie mleczanu z laktozy.
Bakteria jest doskonale przystosowana do rozwoju w produktach mlecznych – świadczy o tym dobrze rozwinięty metabolizm azotu, oszczędne gospodarowanie cukrami (których jest mało w tym środowisku) i wykorzystywanie laktozy jako źródła węgla. Potrafi metabolizować glukozę, sacharozę i laktozę, a część szczepów także galaktozę i fruktozę. Nie posiada charakterystycznych dla patogenów czynników wirulencji, takich jak zdolność do adhezji i gatunek ten zaliczany jest do bezpiecznych drobnoustrojów (GRAS – ang. generally recognized as safe).
Streptococcus thermophilus produkuje czynnik bakteriocynogeniczny (do których zalicza się termofiliny), ureazę, wykazuje zdolność do syntezy polisacharydów oraz toleruje środowisko tlenowe.
Wiele szczepów wydziela na zewnątrz komórek polisacharydy (takie jak kwas hialuronowy). Nie wiadomo, jakie miałoby to przynosić bakterii korzyści, na przykład w postaci przyspieszonego wzrostu lub większych szans na przeżycie. Proces ten jest jednak pożądany w przemyśle, ponieważ zwiększa lepkość sfermentowanych produktów; być może wpływa także korzystnie na właściwości sera Mozzarella.
Wchodzi w skład mieszanek niektórych probiotyków.
Analiza genomu bakterii może odegrać rolę w analizie ewolucji bakteriofagów.